# Willy Truye
Willy Truye (Zwevegem,  6 april 1934, Kortrijk, 17 januari 2024) is een Belgisch voormalig wielrenner. 

## Biografie
Truye werd in 1954 Belgisch Kampioen wielrennen voor onafhankelijken. Hij was vervolgens profwielrenner van 1955 tot 1962. 's Zomers koerste Truye, in de winter werkte hij in de meubelfabriek 'De Barakke' in Zwevegem.
Zijn grootste van zijn 29 overwinningen waren de Tour du Nord in 1958 en 1960. Ook de tweede plaats in de Ronde van Vlaanderen 1958 hoort in zijn palmares. Na een valpartij in Nazareth op 15 september 1962 brak hij zijn schouder. Het werd het einde van zijn carrière als profwielrenner.  Truye werd fietsen- en bromfietsenhandelaar. Willy Truye overleed op 17 januari 2024 te Kortrijk.
Zijn kleinzonen Baptiste, Edward en Emiel Planckaert zijn ook wielrenners.

## Belangrijkste uitslagen
1954
- Belgisch kampioenschap wielrennen voor onafhankelijken

1955
- 1e in Gullegem Koerse
- 2e in Schaal Sels

1956
- 10e in Parijs-Brussel
- 3e in Omloop der Vlaamse Ardennen-Ichtegem
- 7e in eindklassement Vierdaagse van Duinkerke
- 8e in Grand Prix du Midi Libre
- 3e in Omloop van het Houtland
- 15e in Parijs-Tours

1957
- 12e in Parijs-Brussel
- 5e in einduitslag Dwars door België
- 4e in eindklassement van Ronde van Normandië
- 3e in Brussel-Ingooigem
- 1e in GP van Isbergues

1958
- 2e in Ronde van Vlaanderen
- 10e in Parijs-Roubaix
- 2e in 1e etappe Dwars door België*1e in Omloop Leiedal
- 1e in eindklassement Ronde van Aquitanië
- 1e in 1e etappe Tour du Nord
- 1e in eindklassement Tour du Nord

1959
- 1e in Omloop Leiedal

1960
- 3e in eindklassement Ronde van België
- 1e in Gullegem Koerse
- 3e in Omloop Leiedal
- 1e in eindklassement Tour du Nord

1961
- 47e in Parijs-Brussel
- 3e in 2e etappe Dwars door België
- 4e in Omloop Leiedal

1962
- 3e in GP van Denain

## Resultaten in voornaamste wedstrijden
| Jaar | Milaan-San Remo | Gent-Wevelgem | Ronde van Vlaanderen | Parijs-Roubaix | Luik-Bast.‑Luik | Parijs-Brussel |
| ---- | --------------- | ------------- | -------------------- | -------------- | --------------- | -------------- |
| 1956 |                 | 16e           |                      | 66e            | 11e             | 10e            |
| 1957 |                 | 43e           |                      | 58e            |                 | 12e            |
| 1958 |                 | 17e           | ↑                    | 17e            |                 |                |
| 1959 |                 | 20e           |                      |                | 31e             | 33e            |
| 1961 | 103e            |               | 43e                  |                |                 | 47e            |